# フランソワーズ・ド・ブラガンス
フランソワーズ・ド・ブラガンス（Françoise de Bragance, princesse du Brésil、1824年8月2日 - 1898年3月7日）は、ブラジル帝国の皇女。フランス王ルイ・フィリップの子息ジョアンヴィル公フランソワに嫁し、7月王政期のフランス王室の一員となった。

## 生涯
ブラジル皇帝ペドロ1世と皇后マリア・レオポルディナの間の第6子・四女として生まれ、フランシスカ・カロリーナ・ジョアナ・カルロータ・レオポルディーナ・ホマーナ・シャヴィエル・デ・パウラ・ミカエラ・ガブリエラ・ハファエラ・ゴンザーガ（Francisca Carolina Joanna Carlota Leopoldina Romana Xavier de Paula Micaela Gabriela Raphaela Gonzaga de Bragança）と名付けられた 。皇帝の息女としてドナ・フランシスカの尊称で呼ばれた。1826年4歳の時に母を失い、1831年に父が退位してポルトガルに帰国したため、弟ペドロ2世帝及び2人の姉と一緒に、傅育官ジョゼ・ボニファチオ・デ・アンドラダら廷臣たちに育てられた。
オーストリア皇帝フランツ1世の外孫であり、ローマ王ナポレオン2世、オーストリア皇帝フランツ・ヨーゼフ1世とその弟のメキシコ皇帝マクシミリアン、そして義妹にあたるオマール公爵夫人マリー＝カロリーヌとはいとこ同士である。また義姉のヌムール公爵夫人ヴィクトワールは、長姉のポルトガル女王マリア2世の夫君フェルナンドの妹だった。
1843年5月1日リオ・デ・ジャネイロにて、フランス王ルイ・フィリップの三男ジョアンヴィル公フランソワと結婚する。フランソワーズは花嫁持参金としてブラジル・サンタカタリーナ州北部の新興入植地コロニア・ドナ・フランシスカを割り当てられ、1851年にはこの入植地が彼女の称号ジョアンヴィル公妃に因むジョインヴィレの名で都市に昇格した。
夫ジョアンヴィル公との間に3子をもうけた。
- フランソワーズ（1844–1925） - 従兄のシャルトル公ロベールと結婚
- ピエール（1845–1919） - パンティエーヴル公、独身（非嫡出子あり）
- 女児（1849・死産）

1848年2月革命により王政が打倒されると、オルレアン家一族はイングランドに逃れ、英国王室が提供したクレアモント・ハウスに仮住まいした。1870年9月4日のフランス第二帝政崩壊に伴い、ジョアンヴィル公夫妻を含むオルレアン家はようやくフランスに帰国することができた。フランソワーズは1898年パリで亡くなり、ドルーのサン＝ルイ王室礼拝堂に葬られた。
長女を通じて、1926年にオルレアン家家長となったギーズ公ジャンの外祖母にあたり、以降のオルレアン系フランス王位請求者はフランソワーズの直系子孫である。

## ギャラリー

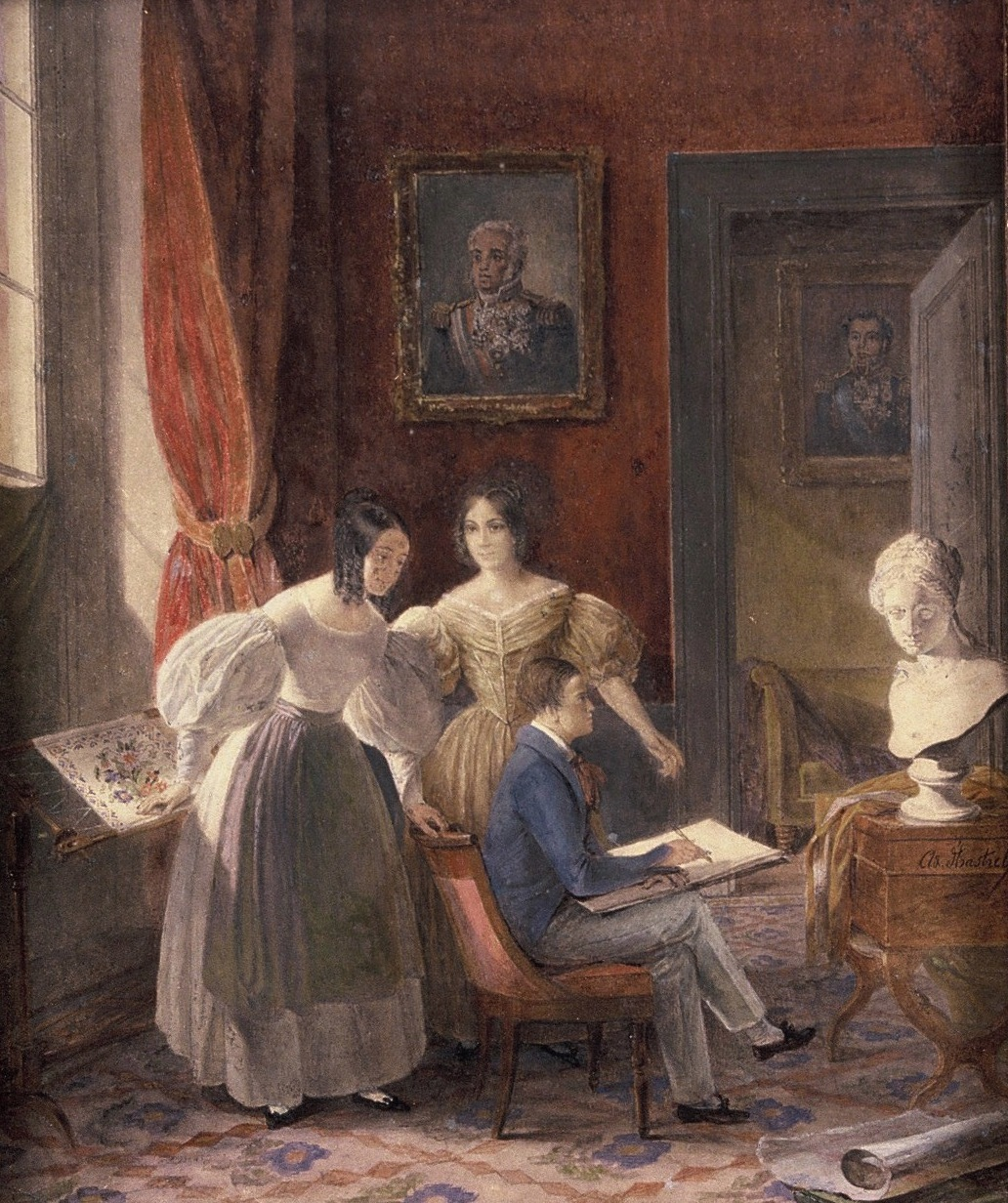
弟ペドロ2世帝（右）が彫刻スケッチをする姿を、姉ジャヌアリア皇女（中央）と見守るフランシスカ皇女（左）、窓際の機織り機の布に右手を載せている、A・ダストレル（英語版）画、1839年
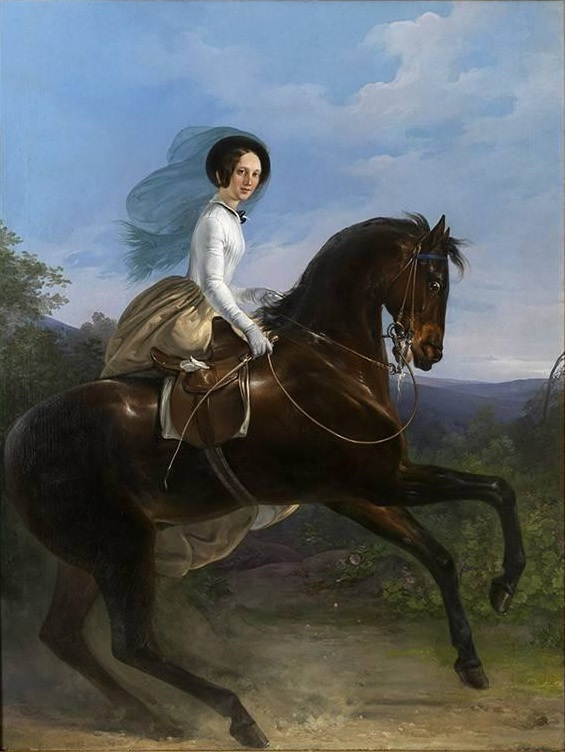
鹿毛の馬にサイドサドルで騎乗するフランシスカ、H・A・デヌシー（フランス語版）画、1839年
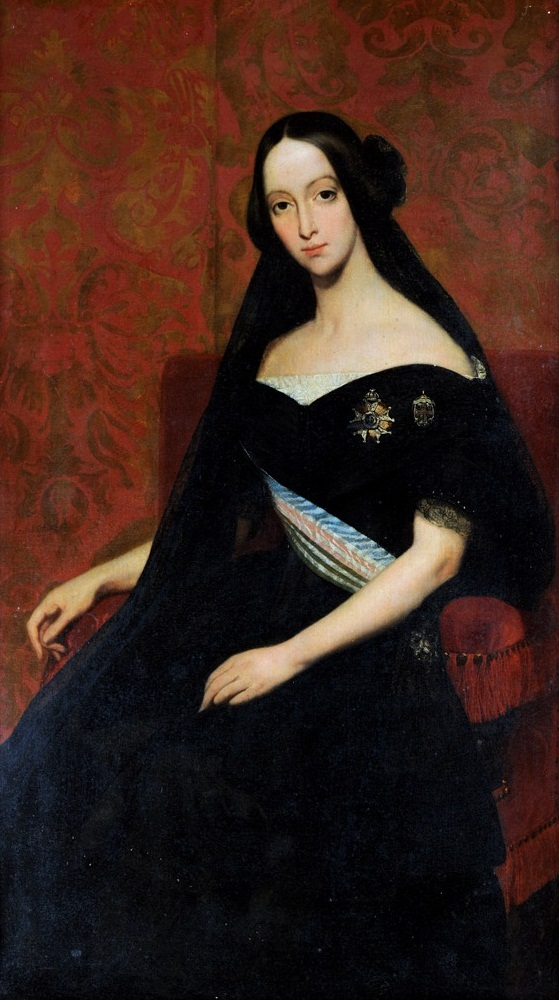
F・R・モローによる肖像画、1844年、ブラジル帝国博物館（英語版）蔵
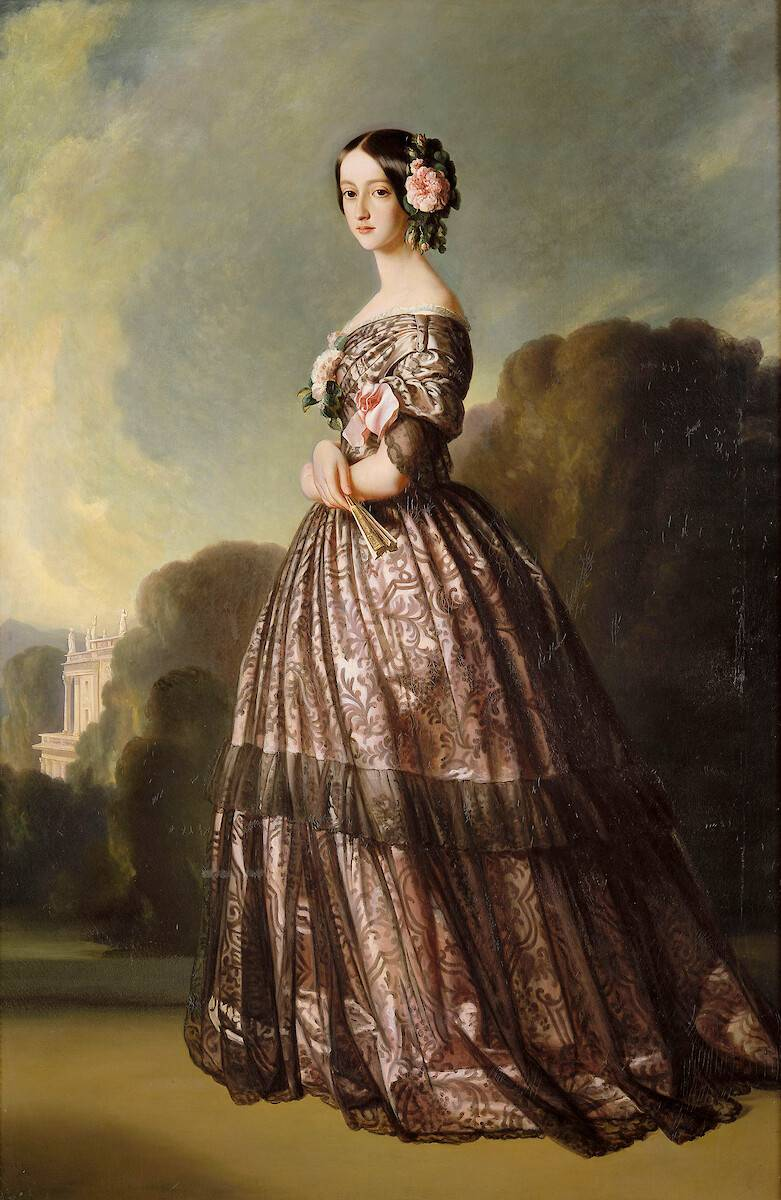
F・X・ヴィンターハルターによる2枚目の肖像画、1846年、ヴェルサイユ宮殿蔵
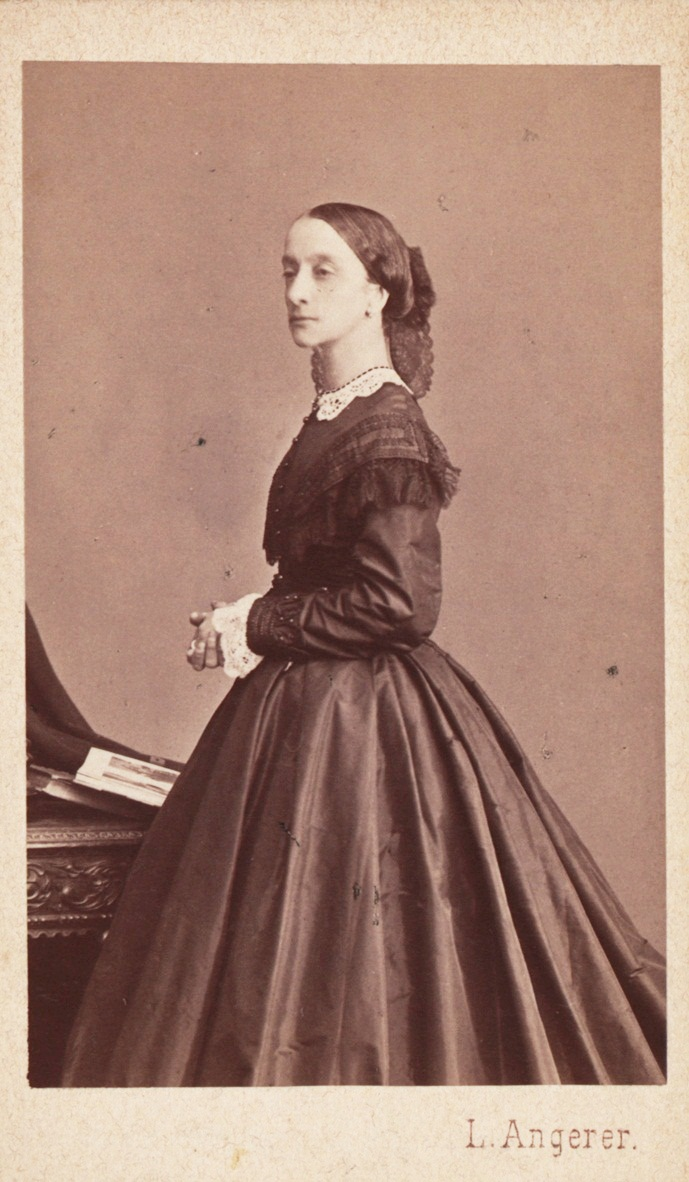
L・アンゲラー（英語版）による肖像写真
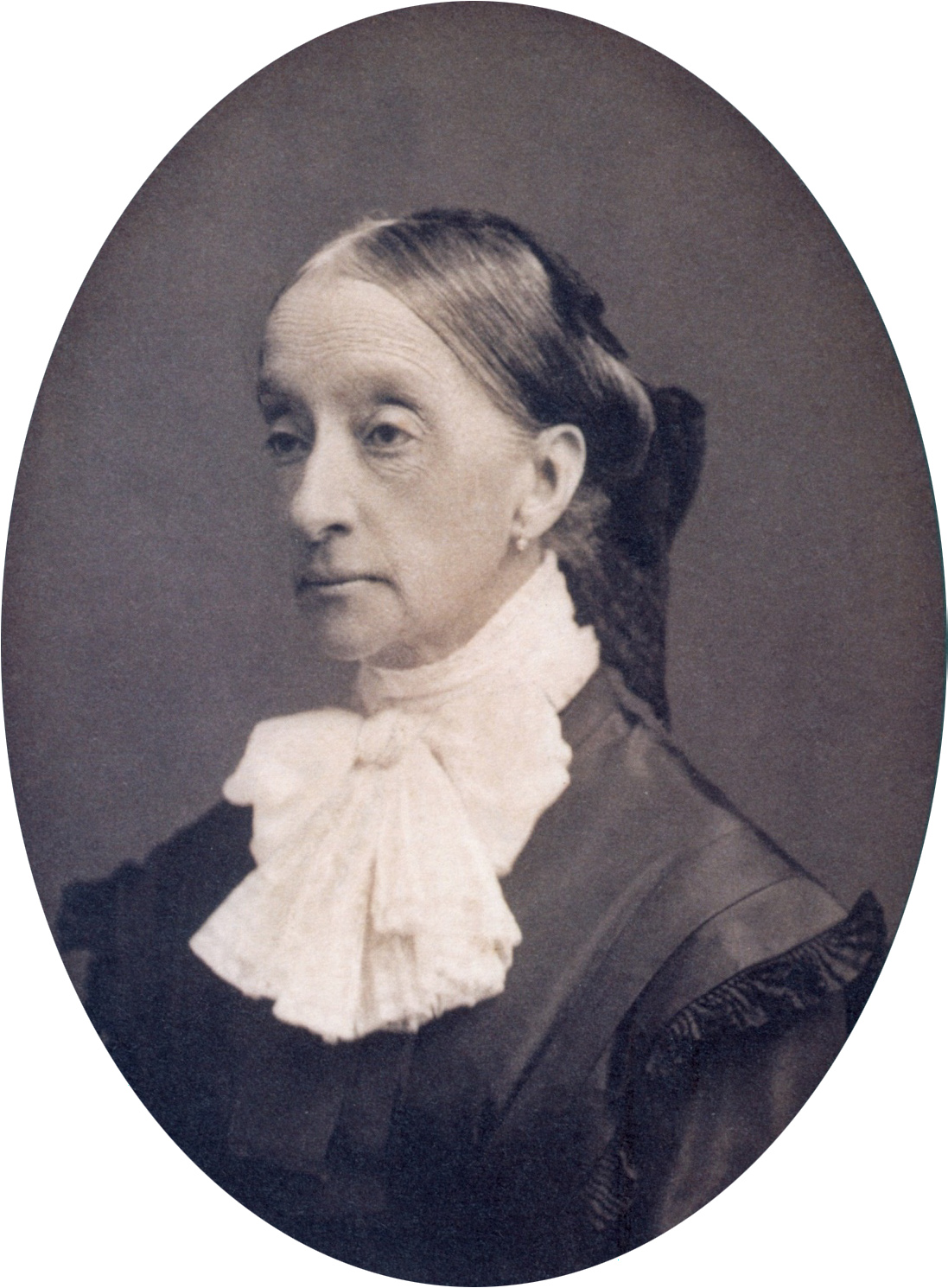
A・F・ブラン（ヌマ・ブラン（ドイツ語版）の子）による肖像写真、1880年頃

## 引用・脚注
1. ↑  Sauer 1889, p. 43.
2. ↑  Barman 1999, p. 424.
3. ↑  Barman 1999, p. 1.